# روبرت كاميرون
روبرت كاميرون (6 سبتمبر 1938 بأديلايد في أستراليا - ) (بالإنجليزية: Robert Cameron)‏ هو لاعب كريكت أسترالي.

## وصلات خارجية
- روبرت كاميرون على موقع إي آس بي آن كريك إنفو (الإنجليزية)